# یواس‌ان‌اس ولینگ (تی-ای‌جی‌ام-۸)
یواس‌ان‌اس ولینگ (تی-ای‌جی‌ام-۸) (به انگلیسی: USNS Wheeling (T-AGM-8)) یک کشتی بود که طول آن 455' 3" بود. این کشتی در سال ۱۹۴۵ ساخته شد.